# Irelande Douze Pointe

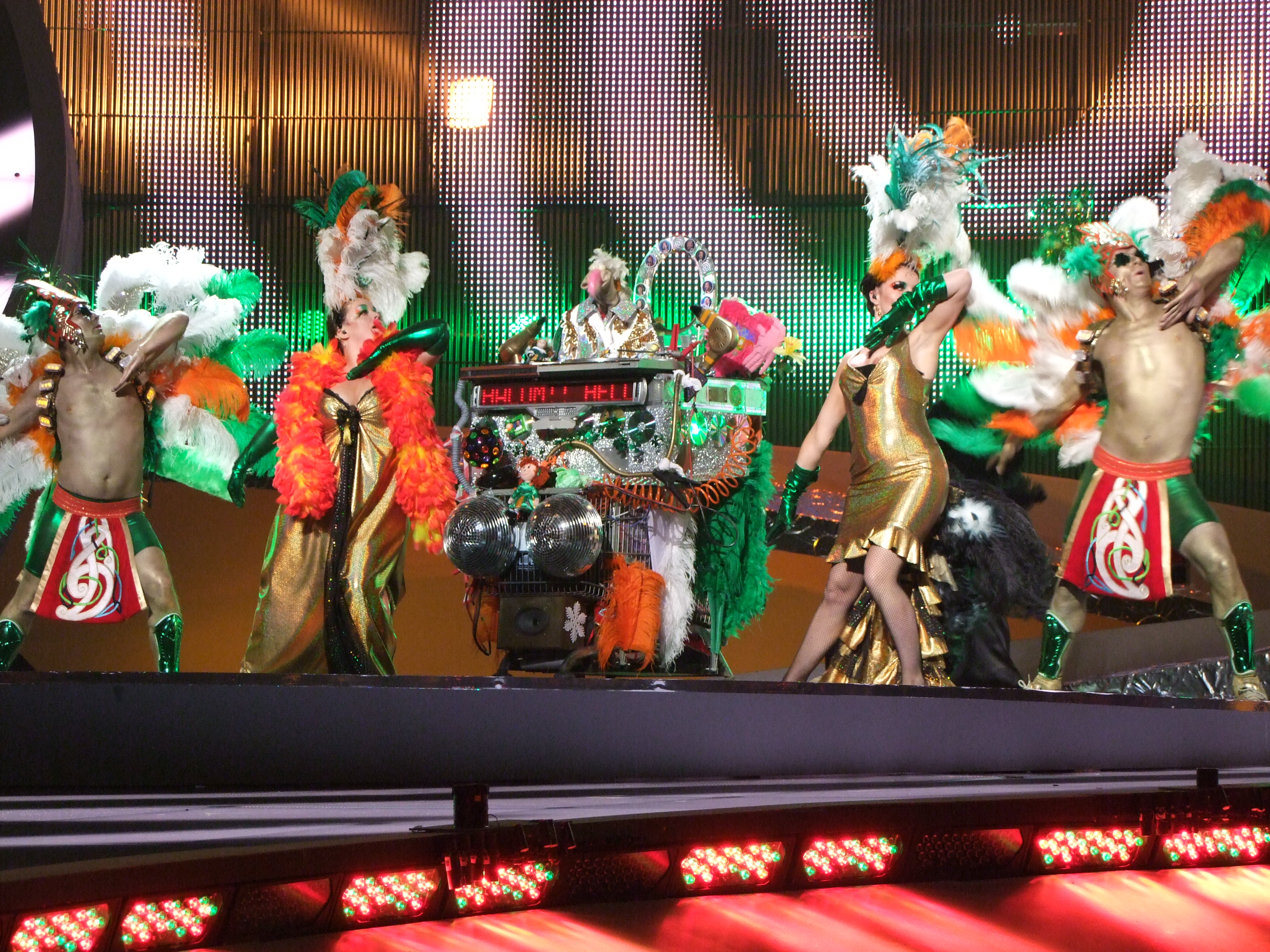
Dustin the Turkey, omringd door Kitty B en Anne Harrington tijdens de eerste halve finale van 2008

Irelande Douze Pointe was in 2008 de Ierse inzending voor het Eurovisiesongfestival 2008. Het lied werd geschreven door Darren Smith en Simon Fine, en uitgevoerd door Dustin the Turkey, een handpop in de vorm van een kalkoengier. Het gevogelte had met proteststemmen vanuit het publiek de Ierse nationale voorronde weten te winnen, maar kwam in Belgrado niet verder dan een 15de plaats in de halve finale.

## Betekenis
De titel van het lied, (steenkolen)Frans voor Ierland twaalf punten, verwees naar de puntentelling van het songfestival. Deze werd tot begin 21ste eeuw zowel in het Frans als in het Engels opgelezen, in de beide officiële talen van de Europese Radio-unie. Het maximum aantal punten dat elk land aan een ander land kan uitreiken, is twaalf. Omdat de inzendingen van Ierland in de 20ste eeuw vaak hoog gewaardeerd werden, werd er bij het verdelen van de punten tot begin 21ste eeuw regelmatig zowel Ireland twelve points als Irlande douze points omgeroepen.
Het lied was een ludiek protest tegen de sterk verminderde prestaties van Ierland op het songfestival. Na een zeer succesvolle jaren 90, waarin Ierland het festival vier keer won, liepen de prestaties in de 21ste eeuw sterk terug, iets wat samenviel met het toenemend aantal landen dat meedeed aan het evenement. Het zingende gevogelte vroeg zich in het lied af hoe het zo ver heeft kunnen komen, omdat Ierland toch zeker "het land is dat weet hoe je een lied schrijft". De landen uit Midden- en Oost-Europa, waar Ierland in de regel weinig punten van hoeft te verwachten, werden allen bij name genoemd, en opgeroepen om twaalf punten aan Ierland uit te delen.